# Herb gminy Kobiele Wielkie
Herb gminy Kobiele Wielkie – jeden z symboli gminy Kobiele Wielkie, autorstwa Marka Adamczewskiego, ustanowiony 29 czerwca 2000.

## Wygląd i symbolika
Herb przedstawia na tarczy w zielonym polu otwartą księgę, a na niej od głowicy do podstawy złoty kłos w słup o dwu listkach. Po prawej jego stronie, na otwartej stronie księgi pięciopłatkowa, czerwona róża ze złotym dnem i zielonymi listkami, po lewej gęsie pióro szare. Kolor tarczy i kłos symbolizują rolniczy charakter gminy. Róża nawiązuje do herbu Poraj, używanego przez ród Kobielskich - dawnych właścicieli części wsi Kobiele. Otwarta księga i pióro symbolizują twórczość Władysława Reymonta, który urodził się w Kobielach Wielkich. 